# Anne-Sophie Briest

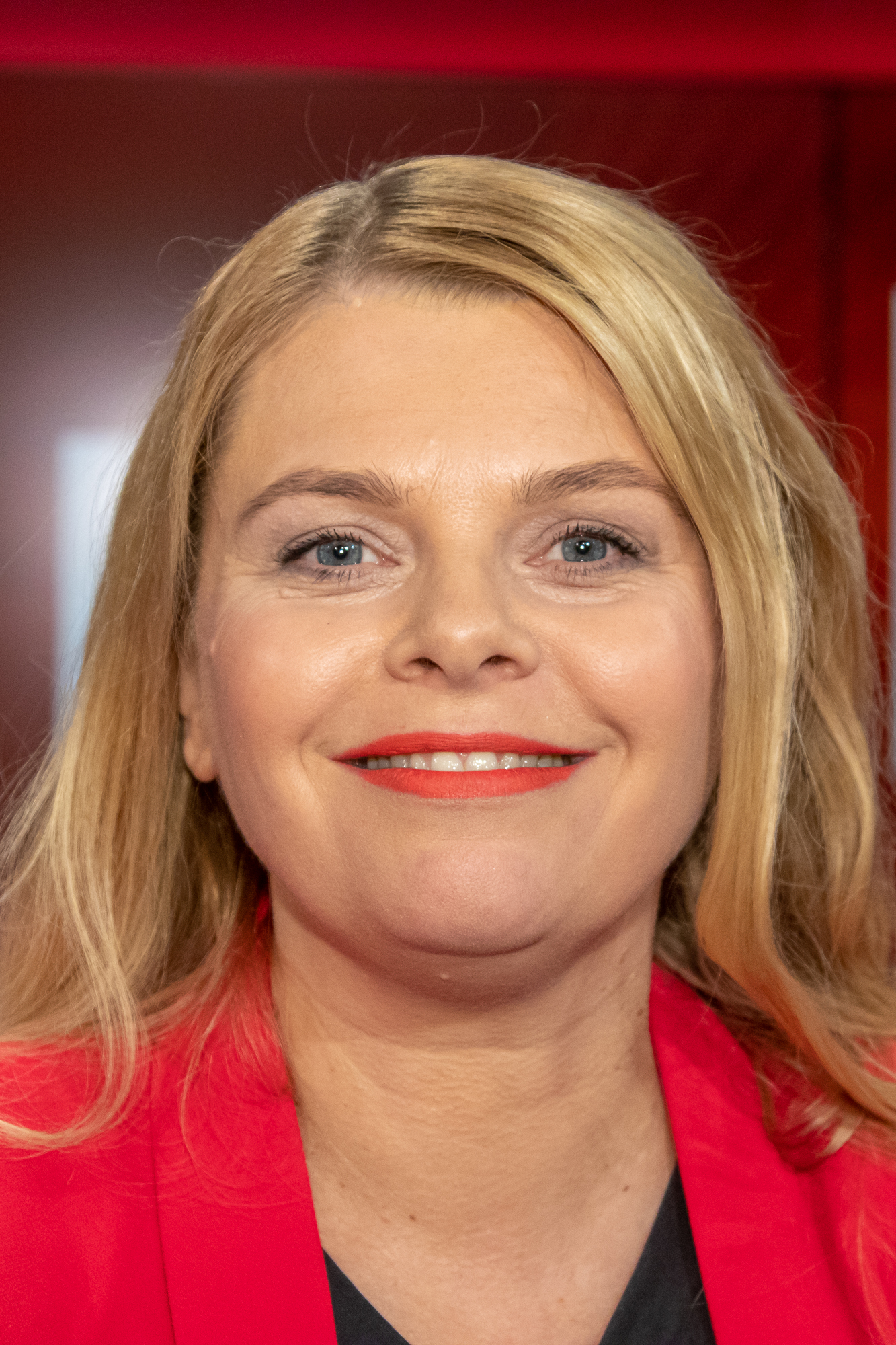
Anne-Sophie Briest (2018)

Anne-Sophie Briest (* 21. März 1974 in Ost-Berlin, bürgerlich Anne-Sophie Trautvetter, geborene Henselmann) ist eine deutsche Schauspielerin und Unternehmerin.

## Leben
Anne-Sophie Briest wuchs in Berlin-Mitte auf und ist die Enkelin des Architekten Hermann Henselmann. Ihre erste Rolle spielte Briest mit 6 Jahren in einem DDR-Kinderfilm. Als Jugendliche war sie Teil des Kinderkabaretts „Prenzelgörn“, außerdem Moderatorin für den Berliner Rundfunk, für das TV-Schülermagazin „baff“ und die Jugendsendung „topp 6“ (MDR).
Bundesweit bekannt wurde sie 1994 als Kinderprostituierte Natalie in der Sat.1-Produktion Natalie – Endstation Babystrich. Es folgten Polizeiruf 110: Schwelbrand (1995) und die Fortsetzungen Natalie – Die Hölle nach dem Babystrich (1997), Natalie – Babystrich online (1998), Natalie – Das Leben nach dem Babystrich (2001). 2001 zeigte sich Briest erstmals im Playboy. 2002 folgte der vorerst letzte Natalie-Film Natalie – Babystrich Ostblock. Nach einer Babypause von 2003 bis 2007 spielte sie 2007 eine kleine Rolle in Die Frau vom Checkpoint Charlie sowie in der Vorabendserie 5 Sterne. Sie war zudem im Musikvideo So much talk vom Berliner Rapper Big Sal zu sehen, dem Gründungsmitglied der Hip-Hop-Gruppe Harleckinz und Vater ihrer Tochter Faye Montana, mit dem sie von 2002 bis 2008 in einer Beziehung war.
Briest hat neben Faye Montana noch einen Sohn (* 1998). Im Februar 2008 eröffnete sie mit einer Partnerin die be smart academy, mit der sie (mit staatlicher Unterstützung) an den beiden Standorten „Alte Seifenfabrik“ (Mitte) und „Villa Heimat“ (Friedrichshain) zwei bilinguale Kitas betreibt. Zudem gründete sie die „Smart Cooking GmbH“, einen Cateringservice für Kitas und Schulen. Briest ist ebenfalls im Vorstand des Vereins „be smart academy supporter club e. V.“ und Geschäftsführerin der „Pure Self Cosmetics UG“. Seit 2019 studiert Anne-Sophie Briest Wirtschaftspsychologie an der Hochschule für angewandtes Management.

## Filmografie
- 1994: Natalie – Endstation Babystrich (Fernsehreihe)
- 1995: Polizeiruf 110: Schwelbrand (Fernsehreihe)
- 1995: Die Kommissarin – Tod im Gartenhaus
- 1995: Knallhart daneben (Fernsehfilm)
- 1995: Tatort: Ein ehrenwertes Haus (Fernsehreihe)
- 1996: Zwei seriöse Damen in Dublin
- 1996: Sylter Geschichten – Der Prinz von Kampen (Fernsehserie, Gastrolle)
- 1996: OP ruft Dr. Bruckner – Wahrheit und Lüge (Fernsehserie, Gastrolle)
- 1996: Ein starkes Team: Eins zu eins (Fernsehreihe)
- 1996: SOKO 5113 – Stefan (Fernsehserie)
- 1997: Wilde Zeiten (Fernsehserie)
- 1997–1998: Mama ist unmöglich (Fernsehserie)
- 1997: Natalie – Die Hölle nach dem Babystrich
- 1997: Das Traumschiff –  Hawaii (Fernsehserie)
- 1998: Zwei Brüder – Kaltes Herz (Fernsehserie)
- 1998: Natalie III – Babystrich online
- 2001: Natalie – Das Leben nach dem Babystrich
- 2003: Natalie – Babystrich Ostblock
- 2003: Die Wache – In schlechter Gesellschaft (Fernsehserie)
- 2007: Die Frau vom Checkpoint Charlie (Fernsehfilm)
- 2007: Keinohrhasen
- 2008: In aller Freundschaft (Fernsehserie, 2 Folgen)
- 2008: Fünf Sterne
- 2009: Schlaraffenland (Kurzfilm)
- 2011: Kokowääh
- 2012: Dora Heldt: Kein Wort zu Papa (Fernsehreihe)
- 2013: Kokowääh 2
- 2014: Kein Entkommen
- 2019: Familie Dr. Kleist (Fernsehserie, Folge Bitteres Glück)
- 2025: Über Geld spricht man doch, Joyn